# Adonay de Almeida Sylos
Adonay de Almeida Sylos (Sertãozinho, 20 de setembro de 1904 – Barueri, 27 de maio de 1968) foi um advogado e político brasileiro, que exerceu dois mandatos como prefeito do município de Barueri, no estado de São Paulo.

## Biografia
Filho de Gustavo de Almeida Sylos e Maria Monteiro de Sylos, Adonay formou-se em direito e trabalhou em cartórios da região. Casou-se com Hilda Christina Trecozzi, em 26 de dezembro de 1932, na Sé, em São Paulo. Em 1938, adquiriu o Cartório de Registro Civil de Barueri, onde passou a residir.

## Carreira política
Iniciou sua trajetória política participando da primeira eleição municipal de Barueri, em 1949, na qual foi candidato a prefeito, sendo derrotado por Nestor de Camargo Oliveira por uma margem estreita de votos, recebendo 443 votos contra 465 de seu oponente. Candidatou-se a deputado estadual nas eleições legislativas de 1950, mas novamente não obtve sucesso. Foi eleito prefeito de Barueri na segunda eleição municipal, exercendo o mandato entre 26 de março de 1953 e 25 de março de 1957.  Durante seu primeiro mandato (1953–1957), Adonay de Almeida Sylos conduziu ações estruturantes para o município recém-emancipado. Em 12 de março de 1954, sancionou a Lei Municipal nº 206, que autorizava a construção de um cemitério no distrito de Carapicuíba (então parte de Barueri) e a reconstrução do cemitério da Aldeia.Barueri (SP). Em seguida, atuou como vereador entre 1957 e 1961.
Retornou ao cargo de prefeito em 26 de março de 1965, e já é seu primeiro ano dá um passo importante para melhorias da saúde da cidade, atrpaves da lei Nº 21/65, de 24 de Maio de 1965, cria Hospital Pronto Socorro em Barueri. Exerce o mandato até seu falecimento em 27 de maio de 1968.

## Falecimento
Adonay de Almeida Sylos faleceu em 27 de maio de 1968, durante o exercício de seu segundo mandato como prefeito de Barueri. O falecimento foi formalmente registrado pela Câmara Municipal de Barueri no Requerimento nº 29/68, de 4 de junho de 1968, que expressa a relevância de seu trabalho para o município. 

## Homenagens
Em reconhecimento à sua contribuição para o município, Adonay de Almeida Sylos foi homenageado com uma rua que leva seu nome, localizada no bairro Vila Creti, em Barueri. Essa homenagem está registrada no livro oficial da Prefeitura de Barueri, “Livro das breves histórias das pessoas que dão nome às ruas de Barueri” (2015).